# Stephan Fritzsche (Hörfunkjournalist)
Stephan Fritzsche (* 9. Februar 1963 in Kiel) ist ein Hörfunkjournalist. Er ist Programmgruppenleiter Gesellschaft und Bildung bei NDR Info und Hörfunkmoderator.

## Leben
Während seines Geschichts- und Politikstudiums begann Fritzsche mit dem Moderieren beim Norddeutschen Rundfunk in Kiel. Anschließend arbeitete er bei Radio Hamburg, wo er Gründungsmitglied war. 1994 wechselte er zum WDR und gehörte zu den ersten Moderatoren der 1995 gestarteten WDR-Jugendwelle Eins Live. Von 1996 bis 2003 war Fritzsche Schlussredakteur bei NDR 2. 2003 wurde er stellvertretender Leiter der Programmgruppe Gesellschaft und Bildung von NDR Info, seit Februar 2008 ist er in der Nachfolge von Marianne Scheuerl deren Leiter.
Er war Mitautor der tönenden Wochenschau auf NDR Info, die Nachrichten im akustischen Gewand der 1950er und 1960er Jahre präsentierte, und moderiert seit 2009 die Satiresendung Intensiv-Station. Parallel dazu arbeitete er seit Ende der 1990er für WDR 2, wo er bis zum Dezember 2014 die Zugabe moderierte. Im Rahmen dieser Tätigkeit gewann die Zugabe-Redaktion im Jahr 2001 den renommierten Ernst-Schneider-Preis in der Kategorie Wirtschaft und Unterhaltung mit der Satiresendung Der WDR geht an die Börse.
Stephan Fritzsche wohnt in Hamburg.
| Personendaten    | Personendaten              |
| ---------------- | -------------------------- |
| NAME             | Fritzsche, Stephan         |
| KURZBESCHREIBUNG | deutscher Hörfunkmoderator |
| GEBURTSDATUM     | 9. Februar 1963            |
| GEBURTSORT       | Kiel                       |